# 어포
어포(魚脯)는 생선 살을 얇게 저미어 말린 음식이다.

## 종류
- 북어포
- 쥐포
- 황태포

## 같이 보기
- 포
- 육포